# Chetoptilia angustifrons
Chetoptilia angustifrons är en tvåvingeart som beskrevs av Mensil 1953. Chetoptilia angustifrons ingår i släktet Chetoptilia och familjen parasitflugor. Inga underarter finns listade i Catalogue of Life.